# Geszt (település)
Geszt (korábban Feketegeszt) község Békés vármegye Sarkadi járásában.

## Fekvése
Geszt község a sarkadi kistérségben található, a Békés vármegyei Kis-Sárréten; természetföldrajzi szempontból annak keleti peremén fekszik. Határszéli település, legkeletibb fekvésű házai alig fél kilométerre állnak a magyar-román határ legközelebbi pontjától; központja mintegy 2 kilométerre van attól. Szomszédai: észak felől Biharugra, nyugat felől Mezőgyán, északnyugat felől pedig Zsadány; kelet és dél felől Romániához tartozó területek határolják.

### Megközelítése
Geszt zsáktelepülés, központja közúton csak Mezőgyánon keresztül érhető el, a 42 154-es számú mellékúton. A távolabbról érkezők a környező nagyobb települések közül Komádi, Vésztő vagy Sarkad érintésével érhetik el: Komádi irányából Zsadányig kell menni a 4219-es, majd Mezőgyánig a 4242-es úton; Vésztő felől Okányig a 4235-ös, onnan Zsadány széléig a 4236-os, tovább Nagygyantéig a 4219-es úton, onnan pedig a 42 154-esen. Sarkad felől szintén Nagygyantéig kell menni a 4219-es úton.

## Története
Geszt község neve először 1213-ban jelenik meg az írott forrásokban, amikor az egyik helybeli gazdálkodó 34 juhát ellopták.
A 13. században neve szerepelt a Váradi regestrumban is. 1401-ben a Gesztiek nemesi birtokaként említették. Nevének változatai: 1401–1458 közt Gezth néven, 1475-ben Egyházasgeszt és Kisgeszt, 1485 körül pedig Nagygeszt néven volt feljegyezve.
A trianoni békeszerződés értelmében, a település Tiszaradványpuszta nevű részét, 298 lakossal (162 fő román, 136 magyar) Romániához csatolták és rövidesen beolvadt Atyás településbe.
Szintén elcsatolták a település Csákpuszta nevű részét is (49 magyar nemzetiségű lakossal).

## Közélete

### Polgármesterei
- 1990–1994: Hanzéros János (MDF-FKgP)[6]
- 1994–1998: Szerb József (független)[7]
- 1998–2002: Szerb József (független)[8]
- 2002–2006: Fábián Zsuzsanna (független)[9]
- 2006–2010: Fábián Zsuzsanna (független)[10]
- 2010–2014: Fábián Zsuzsánna (független)[11]
- 2014–2019: Fábián Zsuzsánna (független)[12]
- 2019–2024: Brandt Krisztián (független)[13]
- 2024– : Brandt Krisztián (független)[3]

## Népesség
| Lakosok száma | 830  | 821  | 821  | 682  | 671  | 670  | 653  |
|               | 2013 | 2014 | 2015 | 2021 | 2022 | 2023 | 2024 |

2001-ben a település lakosságának 79%-a magyar, 21%-a cigány nemzetiségűnek vallotta magát.
A 2011-es népszámlálás során a lakosok 98,4%-a magyarnak, 31,4% cigánynak, 0,5% németnek, 0,5% románnak mondta magát (1,6% nem nyilatkozott; a kettős identitások miatt a végösszeg nagyobb lehet 100%-nál). A vallási megoszlás a következő volt: római katolikus 3,9%, református 45,3%, evangélikus 0,6%, felekezeten kívüli 43% (4,1% nem nyilatkozott).
2022-ben a lakosság 93,4%-a vallotta magát magyarnak, 11% cigánynak, 0,3% németnek, 1% egyéb, nem hazai nemzetiségűnek (6,6% nem nyilatkozott; a kettős identitások miatt a végösszeg nagyobb lehet 100%-nál). Vallásuk szerint 28,9% volt református, 0,1% római katolikus, 0,1% görög katolikus, 0,1% evangélikus, 0,4% egyéb keresztény, 0,7% egyéb katolikus, 40,2% felekezeten kívüli (29,2% nem válaszolt).

## Nevezetességei

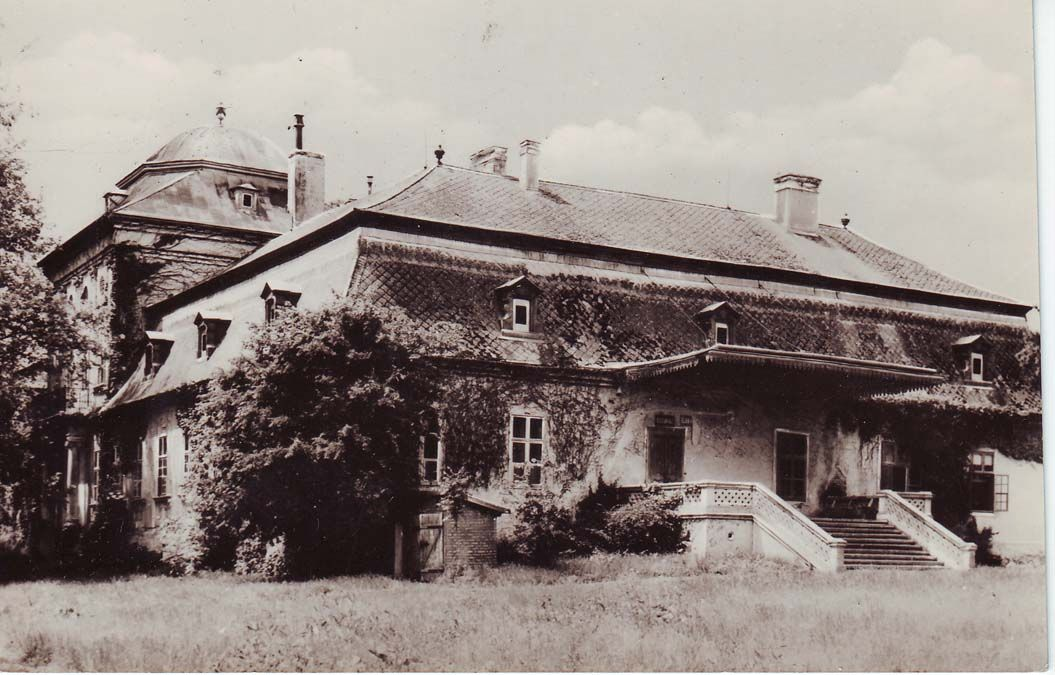
A Tisza-kastély 1902-ben

- Tisza-kastély – Épült 1772-ben barokk stílusban, borosjenői Tisza László és felesége bályoki Hégen-Szénás Rebeka számára. 1800 körül átépítették klasszicista és copf stílusban, ekkor nyerte el mai L alakú formáját. 1860 nyarán Tisza Kálmán új terasszal és emelettel bővítette az épületet. A következő és egyben utolsó nagyméretű átalakítás 1902-ben történt, amikor villanyvilágítást és telefonvonalat kötöttek be és vizestartályt vásároltak a kastély lakói részére. A sok értékes műkincset és gazdag könyvtárat is tartalmazó épületet 1944 szeptemberében teljesen kifosztották, nem sok minden maradt az értékes berendezéséből. Korábban iskola és könyvtár működött az épület falai között.[17] A kastélyt 2017-ben az Országgyűlés ingyenesen a Magyarországi Református Egyház tulajdonába adta.
- Arany János Irodalmi Emlékház – 1851-ben[18] (más forrás szerint 1851-52-ben)[19] Arany János a Tisza-családnál lakott, télen a kastélyban, nyáron a kastély parkjában levő kerti lakban. Ebben a nádfedeles házban található az emlékmúzeum.
- Tisza kripta – Épült 1771-ben, a borosjenői Tisza család temetkezési helyéül, ma összesen 33 Tisza családtag nyugszik benne, a mai Békés vármegye legnagyobb sírboltja, 1902-ben átépítették, ekkor a más birtokokon nyugvó családtagokat is áthozták az átalakított kriptába. 2001-ben az Amerikai Egyesült Államokban élő Tisza-leszármazott, Hámos László segítségével és pénzadományával felújították.
- Csörsz-árok – A településen halad át a szarmaták által 324 és 337 között épített, az Alföldet körbekerülő Csörsz-árok vagy más néven Ördögárok nyomvonala.
- A települést érinti az Alföldi Kéktúra.

## Neves szülöttek
- Uram János (labdarúgókapus)
- Gróf Tisza Lajos (1832–1898) a Fővárosi Közmunkák Tanácsának elnöke, az 1879. évi szegedi árvíz újjáépítési kormánybiztosa, Bihar vármegye főispánja, országgyűlési képviselő.
- Tisza Domokos (1837–1856) Arany János tanítványa, költő.

## Testvértelepülései
- Bardoc (Románia)
- Cséffa (Románia)